# Polonézy (Chopin)
Komponování svých polonéz se Frédéric Chopin věnoval celý svůj život. Jedná se o krátké stylizované taneční skladby převážně pro sólový klavír, pouze jednu pro klavír a violoncello a jednu pro klavír a orchestr. Ačkoliv se Chopinův styl při psaní polonéz vyvíjel, všechny jsou spojeny duchem polského národního tance a jsou typickým příkladem Chopinova polského národního cítění (ačkoliv byl vlastně napůl Francouz).  Stejně jako v případě svých 21 nokturn, i u polonéz Chopin pouze rozvinul a dovedl k dokonalosti již existující styl, zavedený Michałem Kleofasem Oginským. Při své tvorbě se nechal též inspirovat polonézami Karla Kurpińského, Marie Szymanowské či Józefa Elsnera. Základním rytmem polonéz je osminová nota – 2 šestnáctinové noty – 4 osminové noty. Většina těchto polonéz má formu A–B–A.

## Seznam skladeb
Za svého života Chopin vydal 7 polonéz pro sólový klavír, Introdukci a Brilantní polonézu, Op. 3 pro klavír a violoncello a Andante spianato a Velkou brilantní polonézu, Op. 22 pro klavír a orchestr, která se většinou hraje v Chopinově vlastní transkripci pro sólový klavír. Všechny nevydané rukopisy měl být dle Chopinova posledního přání spálen a nevydán, ale jeho potomci se rozhodli Chopinovo přání nesplnit a skladby vydat. Takto bylo postupně vydáno dalších 9 polonéz.
| Pořadové číslo | Tónina   | Zkomponováno       | Vydáno | Opusové číslo   | Brown    | Kobylańska | Chominski | Věnování | Poznámky |
| -------------- | -------- | ------------------ | ------ | --------------- | -------- | ---------- | --------- | --- | --- |
| 11             | g moll   | 1817               | 1817   | —               | B. 1     | KK IIa/1   | S1/1      | hraběnka Wiktoria Skarbek                                                                                         | Vydáno Chopinovým otcem |
| —              | C dur    | 1829–30            | 1831   | Op. 3           | B. 41/52 |            | P1/1      | | ''Introdukce a Brilantní polonéza pro klavír a violoncello                                                                                               |
| —              | Es dur   | 1830–34            | 1836   | Op. 22          | B. 58/88 |            |           | | Andante spianato a Velká brilantní polonéza; originálně pro klavír a orchestr, existuje sólová verze                                                     |
| 1              | cis moll | 1834–35            | 1836   | Op. 26/1        | B. 90/1  |            |           | Josef Dessauer | |
| 2              | es moll  | 1834–35            | 1836   | Op. 26/2        | B. 90/2  |            |           | Josef Dessauer | |
| 3              | A dur    | 1838 (Říjen)       | 1841   | Op. 40/1        | B. 120   |            |           | Julian Fontana | Vojenská polonéza |
| 4              | c moll   | 1838–39            | 1841   | Op. 40/2        | B. 121   |            |           | | |
| 5              | fis moll | 1840–41            | 1841   | Op. 44          | B. 135   |            |           | slečna Princezna Charles de Beauveau, rozená de Komar                                                             | Tragická polonéza |
| 6              | As dur   | 1842               | 1843   | Op. 53          | B. 147   |            |           | Auguste Léo | Hrdinská polonéza |
| 7              | As dur   | 1845–46            | 1846   | Op. 61          | B. 159   |            |           | slečna A. Veyret                                                                                                  | Polonéza-Fantaisie |
| 8              | d moll   | 1825               | 1855   | Op. posth. 71/1 | B. 11    |            |           | | Některé zdroje uvádějí jako rok kompozice 1827. |
| 9              | B dur    | 1828               | 1855   | Op. posth. 71/2 | B. 24    | —          | —         | | |
| 10             | f moll   | 1828               | 1855   | Op. posth. 71/3 | B. 30    | —          | —         | | |
| 14             | gis moll | 1822               | 1864   | —               | B. 6     | KK IVa/3   | P1/3      | slečna Du-Pont | |
| 16             | Ges dur  | 1829 (Červenec)    | 1870   | —               | B. 36    | KK IVa/8   | P1/8      | | |
| 15             | b moll   | 1826–27            | 1879   | —               | B. 13    | KK IVa/5   | P1/5      | „son ami Guillaume Kolberg, en partant pour Reinertz“ (svému příteli Guillaumu Kolbergovi, odjížděje do Reinertz) | Polonéza na rozloučenou. Obsahuje citaci z Rossiniho La gazza ladra (cavatina tenora "Vieni fra queste braccia")                                         |
| 13             | As dur   | 1821               | 1902   | —               | B. 5     | KK IVa/2   | P1/2      | Wojciech Żywny | Některé zdroje pochybují, zda je to opravdu Chopinova práce.                                                                                             |
| 12             | B dur    | 1817               | 1947   | —               | B. 3     | KK IVa/1   |           | | |
| —              | ?        | rané               | —      |                 |          | KK Vf      |           | | několik ztracených polonéz |
| —              | ?        | 1818               | —      | —               | —        | —          | —         | — | 2 Polonézy představené 26. září 1818 carevně Marii Fjordovně, matce cara Alexandra I., při příležitosti její návštěvy ve Varšavě; tyto jsou teď ztraceny |
| —              | ?        | 1825               | —      | —               | —        | KK Vf      | —         | — | Ztraceno; na téma Rossiniho (The Barber of Seville) a Spontiniho; zmíněno v Chopinově dopisu z listopadu 1825                                            |
| —              | ?        | 1831 (od Července) | —      | —               | —        | KK Vc/1    |           | | Ztracena |
| —              | ?        | 1832               | —      | —               | —        | KK Vc/3    |           | | Zmíněna v Chopinově dopisu z 10. září 1832; ztracena |